# Загора (дем Загора-Муреси)
Вижте пояснителната страница за други значения на Загора.
Загора̀ (на гръцки: Ζαγορά) е градче в Магнезия, Тесалия, Гърция, център на дем Загора-Муреси. До 2011 година е център на дем Загора и е най-голямото селище на Пелион (Пилио).

## География
Загора е разположена в източната част на Пелион.

## История
По византийско време Загора има свое пристанище, посредством което развива значителна презморска търговска дейност, осъществявайки морски връзки до Венеция. Моряци, търговци, мисионери и изследователи от Загора са пътували до Китай и Южна Америка.
Загора пази своя уникална библиотека, която включва хиляди редки книги. Училището в Загора е най-старото на Пелион. В него получава първите си знания Ригас Велестинлис, чието име носи днес възрожденската му сграда, превърната в музей.
От Загора е родом патриарх Калиник IV Константинополски (16 януари - 22 юли 1757), който е един от патроните на Евгениос Вулгарис.